# Sabahbospatrijs
Sabahbospatrijs (Tropicoperdix graydoni is een vogel uit de familie fazantachtigen (Phasianidae). De wetenschappelijke naam van de soort als Arborophila graydoni is voor het eerst geldig gepubliceerd in 1909 door Richard Bowdler Sharpe en Charles Chubb en als eerbetoon vernoemd naar Philip Graydon. Graydon was planter in Sabah (toen een Britse kroonkolonie) en woonde in Sandakan. Het is een door habitatverlies kwetsbaar geworden vogelsoort die voorkomt in Sabah (Oost-Maleisië).

## Kenmerken
De vogel is 26 tot 32 cm lang. Het is een opvallend getekende patrijs met een kastanjekleurige, brede kraag en een ovale, okerkleurige vlek achter het oog. De soort lijkt sterk op verwante soorten bospatrijzen.

## Verspreiding en leefgebied
De soort komt voor in Sabah. De leefgebieden van deze vogel liggen in natuurlijk tropisch regenwoud in laagland tot op 500 meter boven zeeniveau.

## Status
De grootte van de populatie werd in 2021 is niet geschat door BirdLife International. De populatie-aantallen nemen af door habitatverlies. De vangst voor de kooivogelhandel is een betrekkelijk geringe negatieve factor. Het leefgebied wordt aangetast door ontbossing. In Sahah ging tussen 2006 en 2020 26,3% van het regenwoud verloren. Om deze redenen staat deze soort als gevoelig op de Rode Lijst van de IUCN.